# Sgroppino

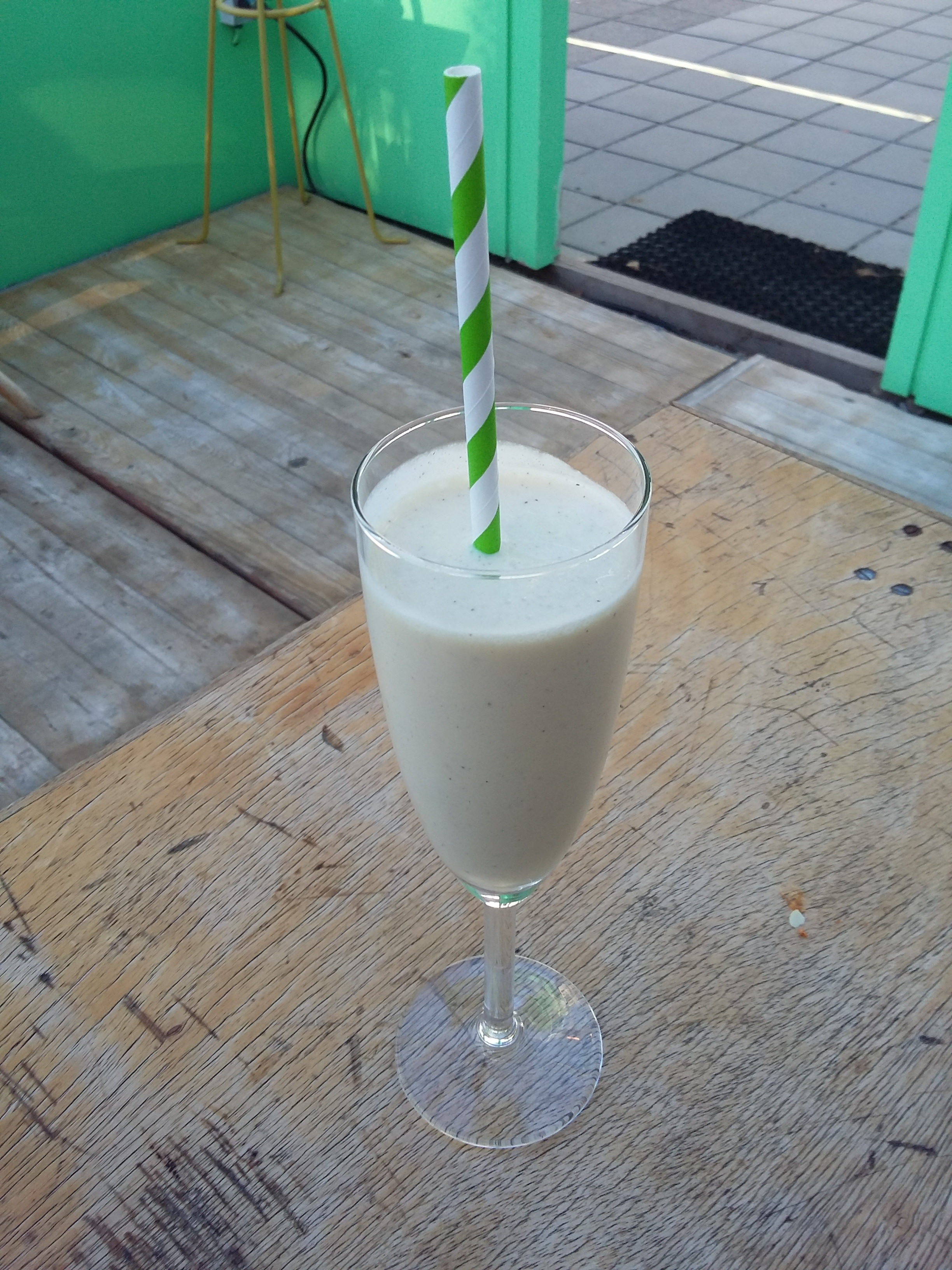
Sgroppino

Lo sgroppino è una bevanda alcolica molto apprezzata nel Veneto, a base di gelato al limone. Nasce nella zona di Gorgo al monticano in provincia di Treviso.

## Descrizione
In origine la parola veneta sgropìn indicava il classico sorbetto, senza latte e dal tasso alcolico più basso. Nel tempo l'antica ricetta si trasformò fino a dar luogo all'attuale sgroppino. All'epoca era servito nelle tavole aristocratiche per ripulire il palato tra una portata e l'altra. Oggi si consuma normalmente a fine pasto come digestivo o tra il primo e il secondo piatto. A grandi linee, gli ingredienti dello sgroppino sono: gelato al limone, vodka e prosecco.